# San Francesco alle Scale

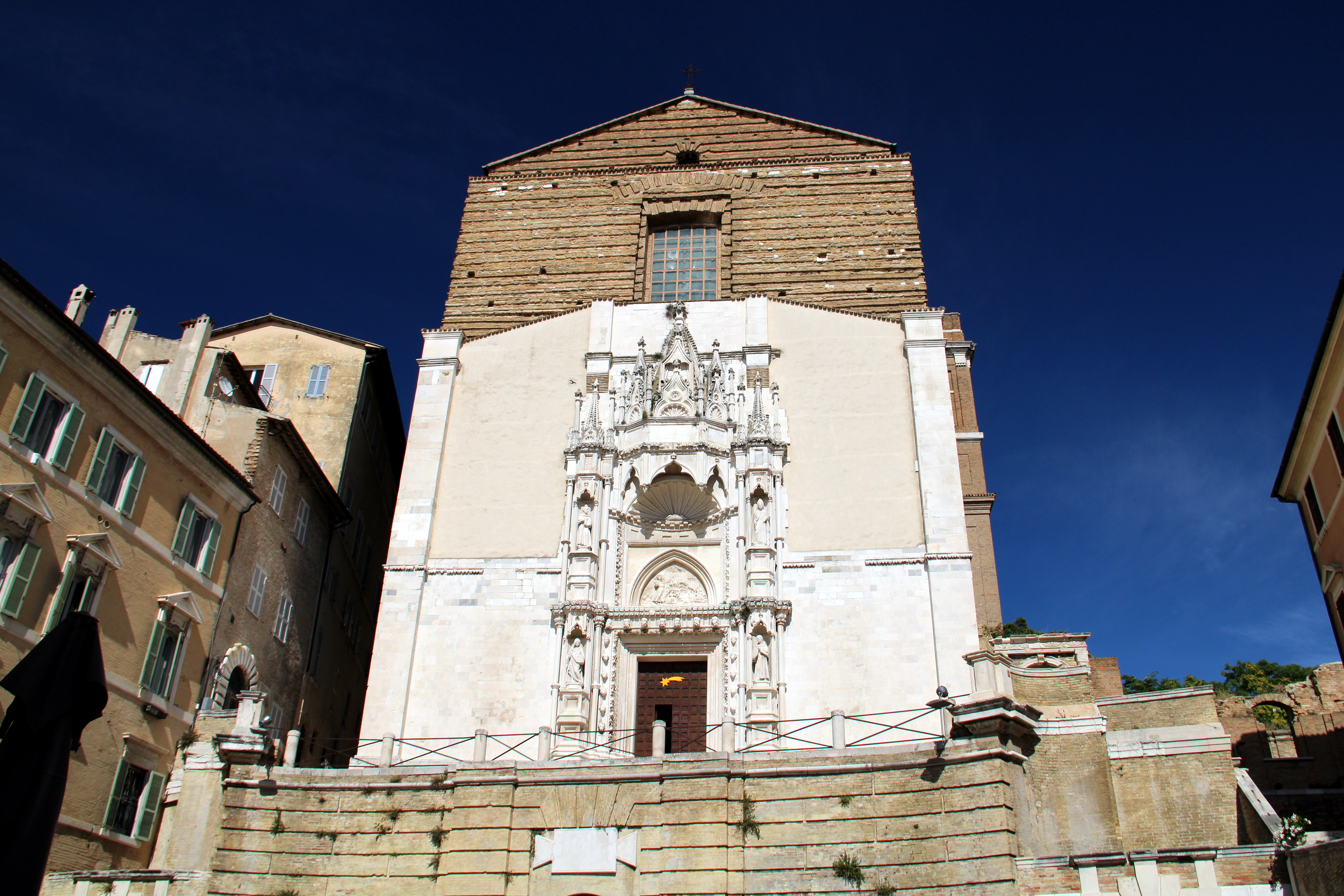
San Francesco alle Scale (2020)

San Francesco alle Scale (italienisch für „an der Treppe“) ist eine römisch-katholische Kirche des  Erzbistums Ancona-Osimo in  Ancona in der mittelitalienischen Region Marken.

## Bauwerk und Geschichte
Der Grundstein für die Kirche am 15. August 1323 durch Bischof Nicola degli Ungari gelegt. Im 15. Jahrhundert erfolgte eine Erweiterung der noch im Bau befindlichen Kirche und des angeschlossenen Klosters. 1447 wurde nach einem Entwurf von Giorgio da Sebenico eine Treppenanlage errichtet wurde, die einen direkten Zugang von der darunterliegenden Straße ermöglichte. Mit dem Bau der Treppe nahm die Kirche den Namen San Franceso alle Scale an, nachdem der Grundstein noch unter dem Namen Santa Maria Maggiore gelegt worden war. Aus der Feder von Da Sebenico stammt ebenso das gotische Kirchenportal, dass venezianische Einflüsse erkennen lässt.

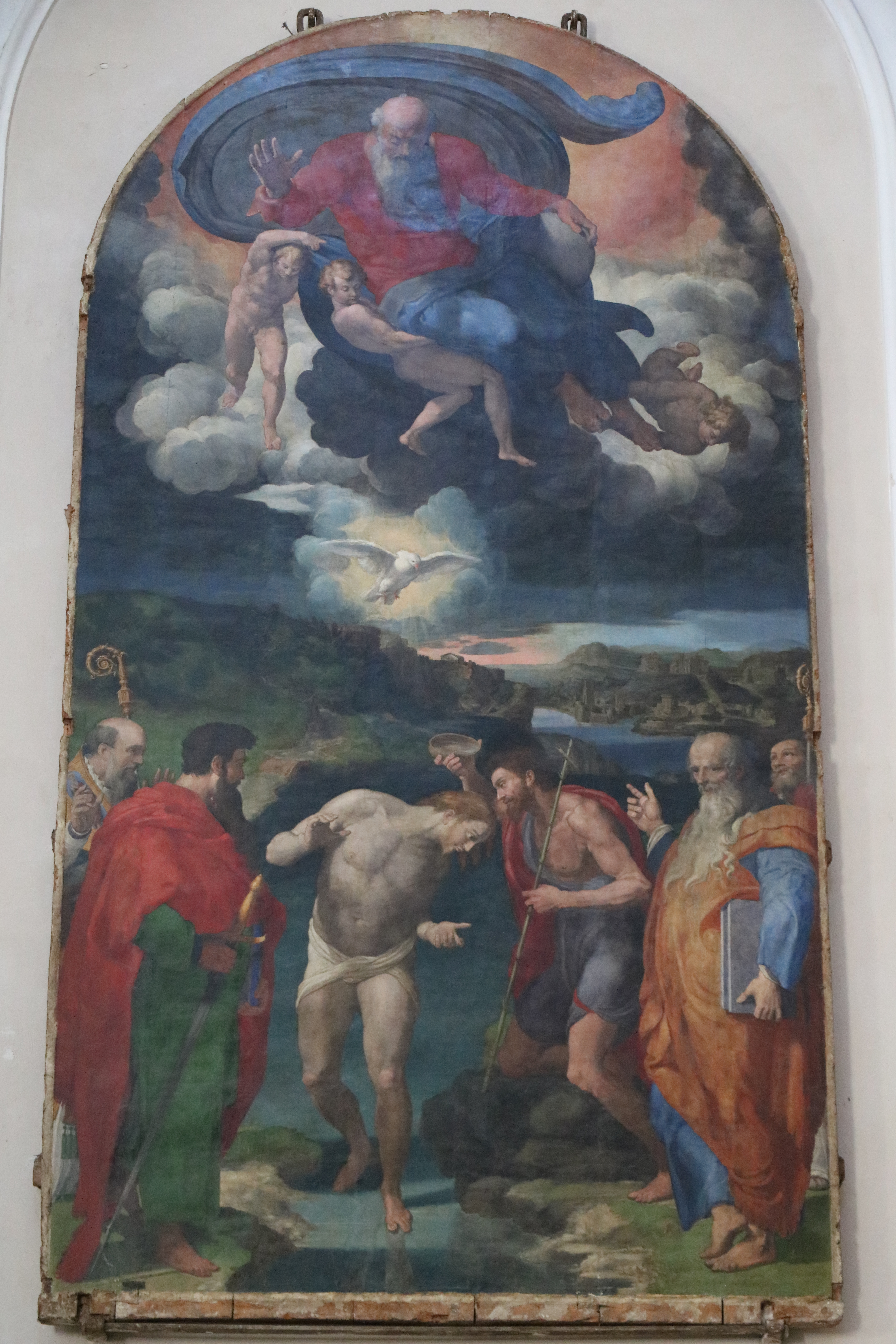
Die „Taufe Christi“ von Pellegrino Tibaldi, um 1560

Im Jahr 1790 ließ der Architekt Francesco Maria Ciaraffoni den Innenraum der Kirche umgestalten und die Fassade erhöhen. Während der napoleonischen Epoche wurde das Gebäude profaniert und von französischen Truppen als Kaserne genutzt. Im Jahr 1852 wurde die Kirche für religiöse Zeremonien geschlossen und in der Folgezeit als Krankenhaus verwendet. In der ersten Hälfte des 20. Jahrhunderts befanden sich in dem Gebäude das Stadtmuseum, die Stadtbibliothek sowie städtische Gemäldegalerie. Während des Zweiten Weltkrieges erlitten der Kirchenbau und das Kloster schwere Bombenschäden, die in der Folge nur zum Teil beseitigt wurden und nur die Kirche betrafen. Nach den Restaurierungsarbeiten wurde San Francesco alle Scale 1953 erneut geweiht.
Die einschiffige Kirche beherbergt heute mehrere bedeutende Kunstwerke, darunter die „Taufe Christi“ von Pellegrino Tibaldi sowie die „Himmelfahrt Mariens“ von Lorenzo Lotto, ein Werk, das als einflussreich für Künstler der Gegenreformation gilt.